# Kropotkinskaja
Kropotkinskaja (ryska: Кропоткинская) är en tunnelbanestation på Sokolnitjeskajalinjen i Moskvas tunnelbana. 
Stationen invigdes 1935 som en av stationerna på Moskvas första tunnelbanelinje och är en av Moskvas mest kända stationer, formgiven av Alexej Dusjkin och J.G. Likhtenberg. Tanken var att Kropotinskaja skulle vara station för det enorma Sovjeternas palats, och Kropotinskaja är därför formgiven som den pampigaste stationen på den första linjen. Sovjeternas palats blev aldrig verklighet, och tunnelbanestationen är den enda delen av komplexet som verkligen byggdes. Stationen hette Dvorets Sovetov (Sovjeternas palats) fram till 1957, då den bytte namn till Pjotr Kropotkins ära.